# Aeroporto Metropolitano di Columbia
L'Aeroporto Metropolitano di Columbia (IATA: CAE, ICAO: KCAE, FAA LID: CAE) (in inglese: Columbia Metropolitan Airport) è il principale aeroporto a servizio della città di Columbia, in Carolina del Sud, negli Stati Uniti d'America.

## Storia

### Durante la Seconda Guerra Mondiale
L'aeroporto venne costruito nel 1940 come "Lexigton Country Airport". Nel 1940 l'aviazione militare americana indicò il bisogno di utilizzare l'aeroporto ai fini bellici. La stagione bellica iniziò quando i primi aerei militari decollarono: un Douglas O-38  e un North American O-47.
Nel 1941 l'aeroporto divenne ufficialmente militare e iniziò il progetto per la conversione da aeroporto civile a militare. L'8 dicembre 1941 divenne un centro di addestramento per gli equipaggio del B-25 Mitchell.
Uno dei primi gruppi addestrati nell'aeroporto fu il diciassettesimo stormo per il bombardamento che arrivò il 9 febbraio 1942. Quando il gruppo arrivò a Coulmbia fu incaricato di eseguire il Doolittle raid in Giappone.
Il centro di addestramento venne chiuso durante l'estate del 1945 e verso la fine dello stesso anno, a novembre, le autorità civili riconvertirono l'aeroporto in civile.

### L'aeroporto nel dopoguerra

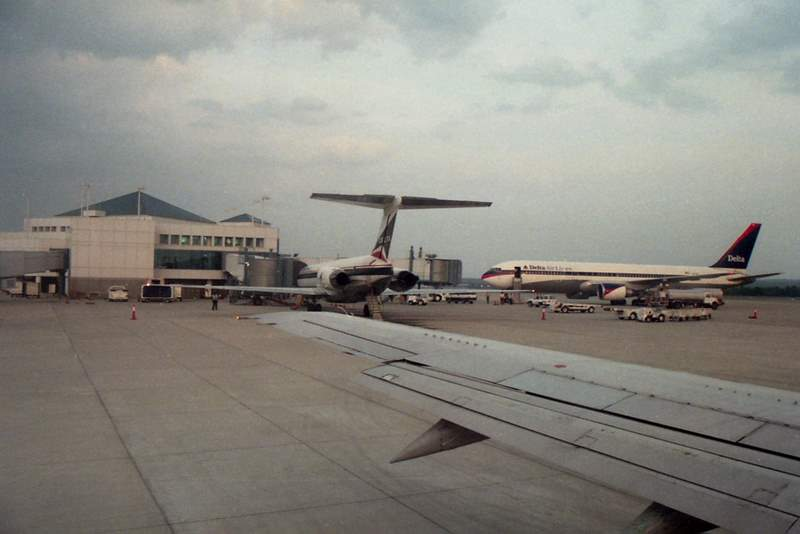
L'aeroporto nel 1998

Il servizio passeggeri fu inaugurato dalla Delta Air Lines che ha servito la città per oltre 70 anni. Delta Air Lines iniziò ad operare collegando la città di Columbia agli aeroporti di: Charleston, Asheville, Jacksonville, Augusta, Savannah, Aeroporto LaGuardia. I voli tramite aerei jet iniziarono il 7 marzo 1996 con il volo Delta Airlines 521 da Charleston (con scalo a Columbia) all'Aeroporto Internazionale di Atlanta-Hartsfield-Jackson con un DC-9
La Eastern Airlines iniziò i collegamenti con: Aeroporto Internazionale di Charlotte-Douglas, Aeroporto Nazionale di Washington-Ronald Reagan, Aeroporto Internazionale John F. Kennedy. La Piedmont Airlines collegò l'aeroporto di Augusta, Florence e Charlotte nel 1962. La Southern Airways interruppe il servizio jet nel dicembre 1978. Atlantis Airlines iniziò il servizio nel 1979 con dei Twin Otter. Piedmont Airlines introdusse un volo non-stop verso l'Miami. Tutti i servizi cessarono nel giugno 1980 lasciando solo la Delta Arilines e la Eastern.
Nel novembre del 1982, Piedmont Airlines tornò a Columbia con dei voli verso Charlotte e successivamente verso l'Aeroporto Internazionale di Newark-Liberty. L'American Airlines iniziò ad operare verso Charlotte e l'Aeroporto Internazionale di Chicago-O'Hare.
Sin dal 2000 l'aeroporto cercò di far operare vettori low-cost, ma non ne trovò nessuno. L'Allegiant Air entrò in servizio e nel 2004 e 2005 Columbia Briefly volava verso l'Aeroporto Internazionale di St. Pete-Clearwater e Sanford.

## Struttura
L'aeroporto ha un'area di circa 1100 ettari e ha due piste: 11/29 lunga 2622 e larga 46 metri e la 5/23 lunga 2439 e larga 46 metri. Ha una piazzola per elicotteri 15x15 metri. La pista 5/23 è in cemento. Le piste possono ospitare qualsivoglia tipologia di aeromobile inclusi i Boeing 747 e l'aereo militare C-5A.
L'aeroporto funge da hub per UPS Airlines e fu un hub anche per Air South, una compagnia low-cost.
Nel 2006 l'aeroporto gestì 98239 voli, 269 voli al giorno di cui 47% Aerotaxi, 38% Aviazione generale, 11% Compagnie aeree e 4% militari. 100 aerei furono basati all'aeroporto di cui 60% monomotori a pistoni, 25% multi motori a pistoni, 14% jet e 1% militari.
Il terminal venne aperto il 30 maggio 1965 e fu ristrutturato nel 1997. Venne sostituito un terminal del 1950. Nel 1980 venne costruito una nuova zona Hangar (completata nel 2003), venne rinnovata l'illuminazione aeroportuale. Il terminal presenta molti servizi: negozi di souvenir, la cappella in memoria di Everett Adams, ristoranti e bar, un servizio gratuito del wifi e alcune stazioni per la ricarica del telefono.
I servizi di polizia e di antincendio sono forniti dal dipartimento della città.
L'aeroporto ha un proprio centro posta.
La torre di controllo è alta 32 metri.

## Statistiche

### Destinazioni con più passeggeri
| Posizione | Città                           | Passeggeri | Vettore             |
| --------- | ------------------------------- | ---------- | ------------------- |
| 1         | Atlanta, Georgia                | 217,000    | Delta               |
| 2         | Charlotte, North Carolina       | 107,000    | American/US Airways |
| 3         | Washington–Dulles, D.C.         | 49,000     | United              |
| 4         | Dallas/Fort Worth, Texas        | 45,000     | American            |
| 5         | Washington–National, D.C.       | 36,000     | American/US Airways |
| 6         | Philadelphia, Pennsylvania      | 32,000     | American/US Airways |
| 7         | Chicago–O'Hare, Illinois        | 29,000     | United              |
| 8         | New York–LaGuardia, New York    | 18,000     | Delta               |
| 9         | Houston–Intercontinental, Texas | 13,000     | United              |

## Incidenti
- Un Beechcraft 18 (N47A), si schiantò il 26 febbraio 1971 durante la fase di atterraggio. L'aereo cadde a causa della poca visibilità a seguito di un go around uccidendo 7 passeggeri e il pilota.
- Un Beechcraft C90 King Air (N711FC) si schiantò il 20 dicembre 1973 durante la fase di atterraggio. L'aereo impattò con degli alberi dopo essere sceso sotto le minime altezze di sicurezza in condizioni meteo di bassa visibilità.
- Un Learjet 60 (N999LJ) si schiantò il 19 settembre 2008 durante la fase di go around sulla pista 11, si schiantò alla fine della pista. Quattro persone morirono inclusi i due piloti. I superstiti furono il musicistaTravis Barker dei Blink-182 e il dj Adam Goldstein che morì un anno dopo.